# Tenentismo

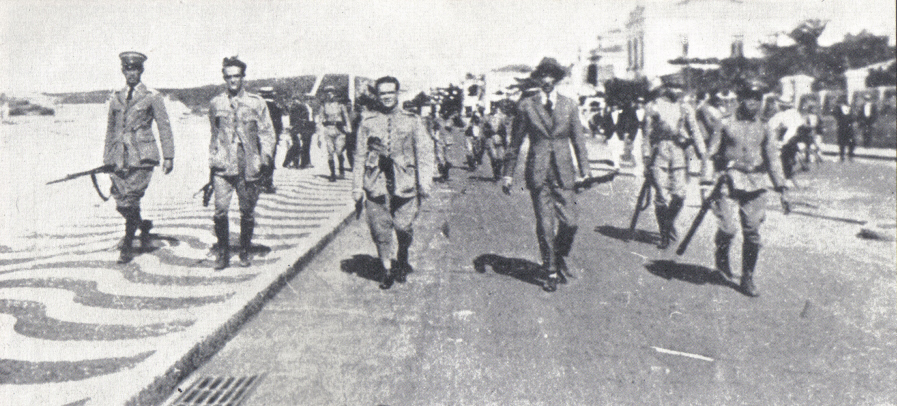
Os tenentes após deixarem o Forte de Copacabana em 6 de julho de 1922

O tenentismo foi um movimento político-militar, baseado em uma série de rebeliões de jovens oficiais de baixa e média patente do Exército Brasileiro (tenentes), de camadas médias urbanas, que estavam insatisfeitos com o governo da República Oligárquica no início da década de 1920 no Brasil. O movimento defendia reformas na estrutura de poder do país, entre as quais se destacam o fim do voto aberto (fim do voto de cabresto), modalidade de voto que favorecia o coronelismo presente na República Oligárquica, além de defenderem a instituição do voto secreto e a reforma na educação pública.
Os movimentos tenentistas foram: a Revolta dos 18 do Forte de Copacabana em 1922, a Revolta Paulista de 1924, a Comuna de Manaus de 1924 e a Coluna Prestes entre os anos de 1925 e 1927.

## Contexto
A sucessão ao governo estadual de Pernambuco, onde houve a intromissão de Hermes da Fonseca e sua consequente prisão, precipitou a revolta do Forte de Copacabana em 1922. Tal movimento não possuía uma proposta definida, tendo conteúdo mais corporativista, de defesa da instituição militar. Deflagrou-se assim o tenentismo.
O movimento tenentista não conseguiu produzir resultados imediatos na estrutura política do país, já que nenhuma de suas tentativas teve sucesso, mas conseguiu manter viva a revolta contra o poder das oligarquias, representado na Política do café com leite. No entanto, o tenentismo preparou o caminho para a Revolução de 1930, que alterou, definitivamente, as estruturas de poder no país.
O movimento tenentista surgiu nos quartéis espalhados em todo território nacional a partir da década de 1920. Segundo Paulo Sérgio Pinheiro em "Estratégias da Ilusão", em 5 de julho de 1922 ocorreu a primeira revolta que teve uma forte influência dos tenentes, conhecida como Os 18 do Forte, que se opunha à posse do presidente eleito Artur Bernardes.

## Revolta dos 18 do Forte de Copacabana
Os revoltosos, além de contestarem as bases da República Velha, também estavam inconformados com a demissão do marechal Hermes da Fonseca da presidência do Clube Militar. Em 1922, neste movimento participaram o capitão Hermes da Fonseca Filho, o tenente Eduardo Gomes, o tenente Siqueira Campos entre outros. Na Marinha do Brasil, destacaram-se os tenentes Protógenes Guimarães, Ernâni do Amaral Peixoto e Augusto do Amaral Peixoto. Eles foram derrotados, mas o evento marcou o início do tenentismo e o fim da Primeira República Brasileira.

## Revolta paulista de 1924
Debelada a revolta de 1922, e com a eclosão dos novos levantes tenentistas (ver Comuna de Manaus), principalmente após as notícias que em 5 de julho de 1924 ressurgiu o movimento armado dirigido pelo general Isidoro Dias Lopes denominado como a Revolta Paulista de 1924, em São Paulo, onde tropas rebeldes tenentistas conseguiram dominar a capital do estado.
Em 1924, durante a presidência estadual de Carlos de Campos, ocorre tanto na capital quanto no interior, a revolução, que obriga Carlos de Campos a se retirar da capital paulista. Acontecem destruições e depredações e bombardeiro. A capital foi palco do maior conflito urbano da história do Brasil, em cenas que lembravam a Primeira Guerra Mundial, com explosões de bombas, moradias e prédios destruídos, bombardeios por aviões, soldados com metralhadoras, população fugindo pelas ruas, tanques de guerra cruzando a cidade e trincheiras abertas nas ruas. Os rebeldes são derrotados e rumam para em direção ao Sul do Brasil.

## Coluna Prestes
Em 28 de outubro de 1924 no Rio Grande do Sul receberam a adesão de novos sublevados, como a do capitão Luís Carlos Prestes, que passaram por vários estados do país. Quando estiveram na Paraíba, enfrentaram as tropas do padre Aristides Ferreira da Cruz, chefe político de Piancó, que foi derrotado e assassinado. A essa altura participam, entre outros, Djalma Soares Dutra, Juarez Távora, Cordeiro de Farias, João Alberto e Miguel Costa. Na sua maioria eram tenentes ou outros oficiais mais graduados.
A Coluna Prestes, como passou a ser chamada, após dois anos de luta, enfrentando tropas governistas e tropas de polícias estaduais, além de “provisórios” armados às pressas no sertão do Nordeste, sempre se deslocando de um lugar para outro, terminaram internando-se na Bolívia.

## Aliança Liberal e a Revolução de 1930
O tenentismo passou a participar da Aliança Liberal em 1929, com exceção de Luís Carlos Prestes. A Aliança Liberal era formada pelos presidentes de Rio Grande do Sul, Minas Gerais e Paraíba. A Aliança pregava a justiça trabalhista, o voto secreto e o voto feminino.
O tenentismo, em sua grande maioria, apoiou esse movimento e, depois da vitória e posse de Getúlio Vargas, vários tenentes tornaram-se interventores. Luís Carlos Prestes não apoiou o movimento de 1930, pois aderira ao comunismo em maio daquele ano. Siqueira Campos, que seria um dos líderes, morrera em acidente aéreo, também em 1930. Esse foi o caso de Juracy Magalhães na Bahia, Landri Sales no Piauí, Magalhães Almeida no Maranhão e Joaquim de Magalhães Cardoso Barata no Pará, entre outros. O tenentismo continuou presente na vida pública nacional, mas tem uma divisão nessa época: uma minoria acompanhou Luís Carlos Prestes e, em 1937, em outra divisão no tenentismo, uma parte rompeu com o presidente Getúlio Vargas e passou para a oposição; é o caso de Juracy Magalhães, Juarez Távora e Eduardo Gomes, que se distanciaram do poder. Alguns deles, como Newton de Andrade Cavalcanti e Ernesto Geisel, participaram da deposição de Getúlio Vargas em 1945.
Após a vitória da Revolução de 1930, quase todos os governos dos estados brasileiros foram entregues aos tenentes, e a incapacidade dos tenentes de governar depois que assumiram o poder nos estados foi assim comentada por João Cabanas, um dos chefes da Revolta Paulista de 1924 e revolucionário de 1930, no seu livro "Fariseus da Revolução" de 1932, em que escreveu sobre o tenente João Alberto Lins de Barros, que governou São Paulo, e os demais tenentes:
| “ | João Alberto serve como exemplo: se, como militar, merece respeito, como homem público não faz jus ao menor elogio. Colocado, por inexplicáveis manobras e por circunstâncias ainda não esclarecidas, na chefia do mais importante estado do Brasil, revelou-se de uma extraordinária, de uma admirável incompetência, criando, em um só ano de governo, um dos mais trágicos confusionismos de que há memória na vida política do Brasil, dando também origem a um grave impasse econômico (déficit de 100 000 contos), e a mais profunda impopularidade contra a Revolução de Outubro, e 'ter provocado no povo paulista, um estado de alma equívoco e perigoso'. Nossa história não registra outro período de fracasso tão completo como o do tenentismo inexperiente! | ” |

No texto acima, escrito em fevereiro de 1932, na frase "ter provocado no povo paulista, um estado de alma equívoco e perigoso", o tenente João Cabanas praticamente prevê a eclosão da Revolução Constitucionalista de 1932, ocorrida poucos meses após o livro ter sido escrito.

## Consequências
Em 1945, o tenentismo antigetulista conseguiu depor Getúlio Vargas e lançou a candidatura do brigadeiro Eduardo Gomes, um nome sempre ligado ao tenentismo, em oposição ao candidato vitorioso Eurico Gaspar Dutra, ex-ministro de Getúlio Vargas e que havia demonstrado interesse pela aproximação do Brasil com as potências do Eixo.
Em 1950, voltou a candidatar-se Eduardo Gomes e foi derrotado por Getúlio Vargas. E em 1955 o tenentismo disputou novamente, com o nome do general Juarez Távora, um dos expoentes do tenentismo.
Em 1964, quase todos os comandantes militares do golpe militar de 1964 (na época do golpe estavam em sua maioria na faixa etária dos 60 anos de idade), haviam sido na juventude ex-tenentes durante a década de 1920 (sendo que nesta década estavam na faixa dos 20 ano de idade), como Cordeiro de Farias, Ernesto Geisel, Eduardo Gomes, Humberto de Alencar Castelo Branco, Emílio Garrastazu Médici, Juracy Magalhães e Juarez Távora. 
Na época os líderes do regime militar faziam declarações constantes de que o movimento político de 1964 era o amadurecimento e até mesmo a concretização da revolução dos tenentes. Historiadores e cientistas sociais mais uma vez se dividem, pois uns aceitam e outros negam possíveis vinculações históricas, ideológicas ou políticas entre esses dois movimentos militares.
O tenentismo viveu até seus membros se retirarem da vida pública, ou seja, a partir do meio dos anos 1970, terminando com o governo de Ernesto Geisel como presidente, que iniciou a Abertura.